# Stefano D'Aste
Stefano d'Aste (Genova, 26 febbraio 1974) è un pilota automobilistico italiano, vincitore del Yokohama Independents' Trophy FIA WTCC 2007.

## Carriera
Stefano d'Aste si affaccia al mondo dei motori partecipando ad alcuni campionati e trofei motociclistici; giunge quinto nel campionato Sport Production 125cc nel 1994, anno in cui il campionato fu vinto da Valentino Rossi, per poi prendere parte al Monza International Rally. Nel 1998 si classifica quinto in campionato su Aprilia 250; il passaggio alle auto è abbastanza netto sceso dalla 250 si ritrova a bordo di una Dallara F3. Nel 2003 si laurea vicecampione europeo nella Renault Trophy 3.0 V6, poi si classifica al primo posto assoluto nel Monza International Rally 2003 alla guida di una Toyota Corolla WRC. Un successo importante che segna una sorta di svolta nella sua carriera poiché l'anno successivo parteciperà l'European Touring Car Championship.
Nel 2004, al suo esordio nell'ETCC alla guida di una BMW, d'Aste chiude al sesto posto della classifica Independent.
L'anno seguente, con il debutto del nuovo Campionato del mondo turismo che sostituisce l'europeo, entra a far parte della scuderia Proteam Motorsport guidando una BMW 320i; a fine stagione con il team di Valmiro Presenzini Mattoli il driver italiano festeggerà la vittoria del Trofeo Independents' e il terzo posto tra i piloti privati. La prova sul circuito di Spa-Francorchamps lo vede tagliare il traguardo al primo posto assoluto, unico Independent nella storia del Campionato del Mondo Turismo ad averlo fatto; solo in seconda istanza verrà penalizzato di tre secondi a causa dell'incidente tra Tarquini, Giovanardi, Garcia e Muller e retrocesso alla seconda posizione.
Nel 2006 d'Aste prosegue il rapporto con il Proteam, terminando ancora una volta al terzo posto tra gli indipendenti e al decimo posto in classifica generale.
Nella stagione 2007 lascia il team aretino per accasarsi alla scuderia Wiechers-Sport. L'anno è il più duro e si trova a competere, sempre nel Trofeo Independents, con avversari come Roberto Colciago, Luca Rangoni, Pierre Yves Corthals, Duncan Huisman, Colin Turkington e Sergio Hernandez; al termine dell'anno arriva l'ALLORO MONDIALE. Lo stesso anno è eletto CASCO D'ORO intitolato "Italia che Vince", vince il Rally di Monza nella categoria GT su una Lotus Exige preparata dal P.B. Racing e sviluppata da lui stesso; con la stessa vettura fa suo il GT Rally al Motorshow di Bologna contro la Ferrari F430 guidata da A. Forato.

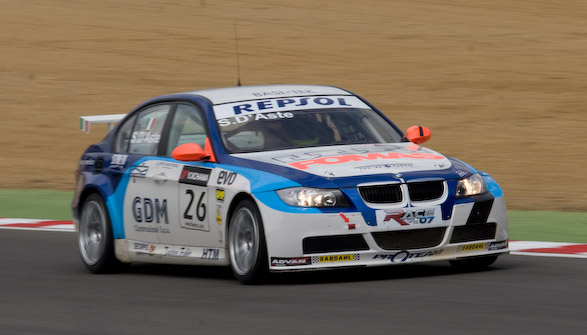
D'Aste nella stagione 2008

Nel 2008 ritorna al Proteam Motorsport avendo come compagno di squadra Hernandez: la corsa al titolo Independents' è stata praticamente una gara a due tra i due alfieri del team. A fine stagione Hernandez si aggiudica il titolo con d'Aste che ottiene il terzo posto in classifica. Ciò anche in virtù della sua mancata partecipazione all'ultima gara di Macau.
Dopo una stagione in cui è tornato alla squadra Wiechers-Sport senza ottenere risultati di rilievo, il 9 gennaio 2010 la Scuderia Proteam Motorsport ne annuncia l'ingaggio per la stagione 2010. Stefano d'Aste torna così per la terza volta alla guida delle BMW bianco-blu-azzurre. Con lui anche l'ex iridato Sergio Hernandez che assieme al compagno di squadra va a ricomporre il team che nella stagione 2008 fece molto bene proprio con le vetture della scuderia aretina.

L'ultima gara della stagione decide di saltarla per affrontare il Rally di Monza con il Team di sua proprietà dotato di vetture Lotus. Fa correre Marco Melandri, Massimo Brega e Franco Bobbiese; navigato dalla sorella Linda ottiene lui stesso il quarto posto assoluto a bordo della Lotus Exige vincendo la classe GT con 3 minuti di vantaggio sul secondo Antonio Forato su Ferrari 430.

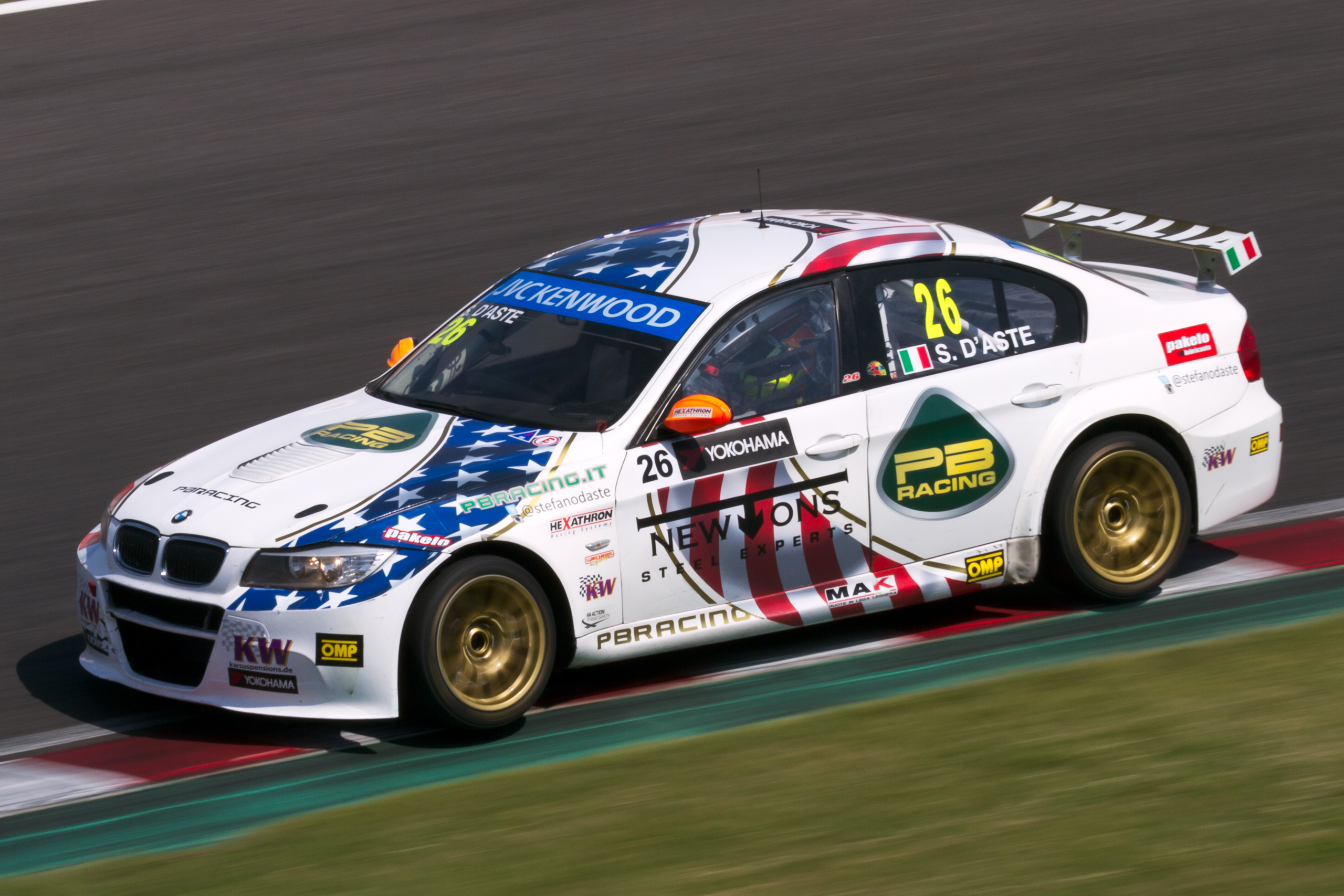
Stefano d'Aste a Suzuka nel 2013 con la BMW 320 TC della P.B. Racing (FIA WTCC)

Per quanto riguarda il campionato turismo conclude la stagione al 19º posto assoluto e al 6º tra i piloti dell'Independents. Nel mese di dicembre si riaggiudica un'altra volta la vittoria di categoria nelle competizioni disputate al Motorshow di Bologna.
Nel 2011 partecipa in qualità di pilota ufficiale Lotus, all'SRO GT4 International Cup, pilotando la Lotus Evora GT4. Domina il campionato per tutta la stagione, ma a causa del cedimento del motore, durante il turno di prove ufficiali dell'ultima gara a Zandvort è costretto a partire ultimo in tutte e tre le gare e perde il campionato per pochi punti classificandosi dietro a Duncan Huisman. Nello stesso anno parteciperà a tre gare del FIA WTCC con il Team tedesco Wiechers-Sport, su Bmw 320 Ti.
Nel 2012 torna con la Wiechers-Sport dove porta con sé il tecnico Italiano Marco Calovolo; è il pilota che vince più gare assolute dopo i piloti Chevrolet, dominatori del campionato e il pilota Independent più spesso sul podio. Corona la sua stagione con il Terzo posto in classifica alle spalle di Norbert Michelisz e Pepe Oriola. Nello stesso anno arriva il Secondo CASCO D'ORO della carriera intitolato:"Miglior pilota Turismo".
Nel 2013 d'Aste decide di partecipare con la propria struttura, la P.B. Racing di Lallio (Bergamo) al FIA WTCC con una BMW 320 TC iscritta allo Yokohama Driver's Trophy, dove ottiene un 6º posto assoluto come miglior risultato e un 2º posto in Russia quale migliore nella classifica Indipendenti. Nel contempo, in collaborazione con Hexathron Racing Systems (società di ingegneria fondata e diretta da Marco Calovolo) e Lotus Cars, inizia lo sviluppo della Lotus Elise Cup PB-R, vettura interamente costruita nella Factory di Lallio e che darà vita al monomarca Lotus Cup Italia negli anni successivi. Nel 2013 viene premiato da Bmw come il secondo miglior pilota al mondo della Bmw Sport pokal.
Nel 2014 d'Aste fa il suo ritorno al Monza Rally Show con una Citroen DS3 WRC gestita dalla D-Max Racing, con la quale conquista il 3º posto assoluto alle spalle di Valentino Rossi e Robert Kubica. L'anno successivo il genovese vince nella Endurance 2.0 a Vallelunga, al volante di una Lotus Elise Cup PB-R, in equipaggio con il bresciano Stefano Pasotti.
Nel 2015 torna a disputare una stagione completa nel WTCC, al volante di una Chevrolet RML Cruze TC1 del team tedesco ALL–INKL.COM Münnich Motorsport. La compagna di squadra, per questa stagione, è la tedesca Sabine Schmitz che nonostante la nota esperienza sul circuito del Nurburgring risulta più lenta. Chiude la stagione al quattordicesimo posto con ventotto punti all'attivo, mentre nel Trofeo Yokohama è quinto con novanta punti.
In qualità di pilota collaudatore per Lotus Cars, nel 2015 partecipa allo sviluppo della nuova Lotus 3-Eleven prendendo parte ai collaudi sul circuito tedesco del Nurburgring-Nordschleife.
Nel 2016 partecipa alla trasmissione di Top Gear Italia, ma in realtà non è comparso in scena una volta. Ancora oggi questa sua partecipazione è celata da un mistero.
Nel 2016 partecipa al penultimo round della Lotus Cup USA, vincendo sul circuito californiano di Sonoma Raceway, poi alla 25H di Thunderhill portando al terzo posto di classe la Lotus Elise Cup PBR.
Nel 2017 continua lo sviluppo della Elise Cup PBR e partecipa alla 24h di Dubai con la Elise Cup PBR classificandosi terzo di classe insieme a Stefano Pasotti, Lorenzo Pegoraro e Michele Bartyan.
Nel 2018 partecipa alla Coppa Italia con la Lotus Elise Cup PBR e si classifica terzo partecipando a soli 5 eventi su 7.
Nel 2019 comincia lo sviluppo della Exige V6 Cup PBR.

## Risultati WTCC
(Legenda) N.B. Le gare in grassetto indicano una pole position mentre quelle in corsivo indicano il giro più veloce in gara.
| Anno | Scuderia                    | Vettura                 | 1   | 1   | 2   | 2   | 3   | 3   | 4   | 4   | 5   | 5   | 6   | 6   | 7   | 7   | 8   | 8   | 9   | 9   | 10  | 10  | 11  | 11  | 12  | 12  | Posizione | Punti |
| 2005 | Proteam Motorsport          | BMW 320i                | ITA | ITA | FRA | FRA | GBR | GBR | SMR | SMR | MES | MES | BEL | BEL | GER | GER | TUR | TUR | SPA | SPA | MAC | MAC |     |     |     |     | 18º       | 8     |
| ---- | --------------------------- | ----------------------- | --- | --- | --- | --- | --- | --- | --- | --- | --- | --- | --- | --- | --- | --- | --- | --- | --- | --- | --- | --- | --- | --- | --- | --- | --------- | ----- |
| 2005 | Proteam Motorsport          | BMW 320i                | 16  | 22  | Rit | NP  | Rit | Rit | 22  | 15  | 12  | 11  | 17  | 2   | 20  | 19  | 14  | 15  | 17  | 17  | 11  | Rit |     |     |     |     | 18º       | 8     |
| 2006 | Proteam Motorsport          | BMW 320i                | ITA | ITA | FRA | FRA | GBR | GBR | GER | GER | BRA | BRA | MES | MES | CZE | CZE | TUR | TUR | SPA | SPA | MAC | MAC |     |     |     |     | -         | 0     |
| 2006 | Proteam Motorsport          | BMW 320i                | 14  | 21  | 18  | 10  | 19  | Rit | 19  | 19  | Rit | Rit | 22  | Rit | 13  | 11  | 12  | 11  | 20  | 19  | Rit | 11  |     |     |     |     | -         | 0     |
| 2007 | Wiechers-Sport              | BMW 320si               | BRA | BRA | OLA | OLA | SPA | SPA | FRA | FRA | CZE | CZE | POR | POR | SVE | SVE | GER | GER | GBR | GBR | ITA | ITA | MAC | MAC |     |     | -         | 0     |
| 2007 | Wiechers-Sport              | BMW 320si               | 11  | 13  | 17  | 18  | 12  | 18  | 13  | Rit | 14  | 10  | 11  | 14  | 21  | 19  | 17  | 13  | 17  | 17  | 21  | 10  | 18  | 12  |     |     | -         | 0     |
| 2008 | Scuderia Proteam Motorsport | BMW 320si               | BRA | BRA | MES | MES | SPA | SPA | FRA | FRA | CZE | CZE | POR | POR | GBR | GBR | GER | GER | EUR | EUR | ITA | ITA | GIA | GIA | MAC | MAC | 18º       | 2     |
| 2008 | Scuderia Proteam Motorsport | BMW 320si               | 9   | 16  | 13  | 14  | 14  | 15  | 18  | 14  | 25  | 21  | 19  | 16  | 12  | 7   | 9   | 13  | 18  | 16  | 24  | 14  | 9   | 23  |     |     | 18º       | 2     |
| 2009 | Wiechers-Sport              | BMW 320si               | BRA | BRA | MES | MES | MAR | MAR | FRA | FRA | SPA | SPA | CZE | CZE | POR | POR | GBR | GBR | GER | GER | ITA | ITA | GIA | GIA | MAC | MAC | 18º       | 3     |
| 2009 | Wiechers-Sport              | BMW 320si               | Rit | 20  | 12  | 16  | 16  | 13  | Rit | NP  | 9   | 9   | 17  | 15  | 10  | 9   | 9   | 13  | 6   | 16  | 12  | 10  | 24  | 10  | NP  | NP  | 18º       | 3     |
| 2010 | Scuderia Proteam Motorsport | BMW 320si               | BRA | BRA | MAR | MAR | ITA | ITA | BEL | BEL | POR | POR | GBR | GBR | CZE | CZE | GER | GER | SPA | SPA | GIA | GIA | MAC | MAC |     |     | 19º       | 3     |
| 2010 | Scuderia Proteam Motorsport | BMW 320si               | 17  | 15  | Rit | 11  | 11  | 11  | 16  | 13  | 14  | 13  | 18  | 11  | 10  | 9   | 15  | 16  | Rit | NP  | Rit | 17  |     |     |     |     | 19º       | 3     |
| 2011 | Wiechers-Sport              | BMW 320 TC              | BRA | BRA | BEL | BEL | ITA | ITA | UNG | UNG | CZE | CZE | POR | POR | GBR | GBR | GER | GER | SPA | SPA | GIA | GIA | CIN | CIN | MAC | MAC | 17º       | 12    |
| 2011 | Wiechers-Sport              | BMW 320 TC              |     |     |     |     |     |     |     |     |     |     | 10  | 11  |     |     | 6   | 9   | 10  | 11  |     |     |     |     |     |     | 17º       | 12    |
| 2012 | Wiechers-Sport              | BMW 320 TC              | ITA | ITA | SPA | SPA | MAR | MAR | SVK | SVK | UNG | UNG | AUT | AUT | POR | POR | BRA | BRA | USA | USA | GIA | GIA | CIN | CIN | MAC | MAC | 7º        | 144   |
| 2012 | Wiechers-Sport              | BMW 320 TC              | 11  | 5   | 11  | 3   | 5   | 5   | 5   | 14  | 11  | 8   | Rit | 1   | 11  | 18  | 17  | 13  | 9   | 9   | 8   | 1   | 3   | 4   | Rit | 23  | 7º        | 144   |
| 2013 | PB Racing                   | BMW 320 TC              | ITA | ITA | MAR | MAR | SVK | SVK | UNG | UNG | AUT | AUT | RUS | RUS | POR | POR | ARG | ARG | USA | USA | GIA | GIA | CIN | CIN | MAC | MAC | 16º       | 22    |
| 2013 | PB Racing                   | BMW 320 TC              | Rit | 9   | Rit | 14  | 12  | 11  | 14  | 11  | 15  | NP  | 10  | 8   | 8   | 12  | 14  | 10  | 10  | 10  | 29  | 9   | 28  | 9   | 9   | Rit | 16º       | 22    |
| 2015 | Münnich Motorsport          | Chevrolet RML Cruze TC1 | ARG | ARG | MAR | MAR | HUN | HUN | GER | GER | RUS | RUS | SLO | SLO | FRA | FRA | POR | POR | GIA | GIA | CIN | CIN | TAI | TAI | QAT | QAT | 14º       | 28    |
| 2015 | Münnich Motorsport          | Chevrolet RML Cruze TC1 | 9   | Rit | 9   | 6   | 14  | 12  | 8   | Rit | 16  | 14  | 11  | 12  | 14  | 15† | 13  | Rit | 14  | 9   | 9   | 13† | 8   | 8   | 17  | Rit | 14º       | 28    |